# Arboretum Pardubice
Arboretum Pardubice je městské arboretum, které se rozkládá mezi ulicemi Československé armády, Staňkova, Rožkova a Teplého v okolí základní školy Staňkova, kina Dukla a domova mládeže v ulici Gorkého. Jedná se o prostor bývalé Válečné nemocnice v Pardubicích, takzvané "Karantény". V padesátých letech 20. století zde bylo vysazeno 73 druhů dřevin, později dalších 42 druhů, takže dnes je zde k vidění téměř 120 druhů dřevin. Mezi nejvzácnější dřeviny arboreta patří korkovník sachalinský, metasekvoje čínská, trnovník lepkavý nebo štědřenec alpský. V současné době se na správě arboreta společně podílí Agentura ochrany přírody a krajiny ČR, Dům dětí a mládeže DELTA, Magistrát města Pardubic a Technické služby Města Pardubic. Arboretum patří mezi registrované významné krajinné prvky.

## Seznam dřevin

### Nahosemenné
- Jinan dvoulaločný
- Borovice Banksova,
- Borovice černá
- Borovice kleč
- Borovice pokroucená
- Borovice vejmutovka
- Borovice lesní
- Douglaska tisolistá
- Douglaska sivá
- Jalovec čínský
- Jalovec chvojka
- Jalovec obecný
- Jalovec viržinský
- Jedle bílá
- Metasekvoje čínská
- Modřín opadavý
- Smrk ztepilý
- Smrk omorika
- Smrk pichlavý
- Tis červený
- Zerav západní

### Krytosemenné
- Bez černý
- Bez černý pestrolistý
- Brčál barvínek
- Brslen evropský
- Brslen bradavičnatý
- Břečťan popínavý
- Bříza bílá
- Bříza bílá křivovětvá
- Bříza bílá smuteční
- Buk lesní
- Čimišník stromkovitý
- Dřišťál obecný
- Dub cer
- Dub letní
- Dub letní cipřišovitý
- Dub červený
- Habr obecný
- Hloh jednosemenný
- Hloh jednosemenný červenokvětý
- Hlošina úzkolistá
- Hrušeň polnička
- Jabloň bobulovitá
- Jabloň mnohokvětá
- Jabloň domácí
- Javor babyka
- Javor jasanolistý
- Javor mléč
- Javor klen
- Javor stříbrolistý
- Javor tatarský
- Jeřáb ptačí
- Jilm habrolistý
- Jilm horský
- Jírovec maďal
- Jasan ztepilý
- Jasan zimnář
- Kalina obecná
- Kalina tušalaj
- Kaštanovník setý
- Korkovník sachalinský
- Krušina olšová
- Lípa srdčitá
- Lípa stříbrná
- Lípa zelená
- Lípa velkolistá
- Líska obecná
- Mahonie cesmínolistá
- Meruzalka krvavá
- Muchovník hladký
- Muchovník obecný
- Netvařec křovitý
- Olše lepkavá
- Olše šedá
- Plamének plotní
- Ptačí zob vejčitolistý
- Ptačí zob obecný
- Pustoryl věncový
- Rakytník úzkolistý
- Růže šípková
- Slivoň mahalebka
- Slivoň myrobalán
- Slivoň trnka
- Skalník černoplodý
- Svída bílá
- Svída dřín
- Svída krvavá
- Střemcha hroznatá
- Střemcha pozdní
- Šeřík obecný
- Šeřík sametový
- Škumpa orobincová
- Štědřenec alpský
- Štědřenec odvislý
- Tavola kalinolistá
- Tavolník bumalda
- Tavolník van Houtteův
- Topol bílý
- Topol černý
- Topol kanadský
- Topol osika
- Trnovník akát
- Trnovník lepkavý
- Trojpuk drsný
- Třešeň křovitá
- Třešeň ptačí
- Višeň obecná
- Vrba jíva
- Vrba smuteční
- Zimolez černý
- Zimolez tatarský
- Zlatice prostřední